# John Jenkins (Politiker)

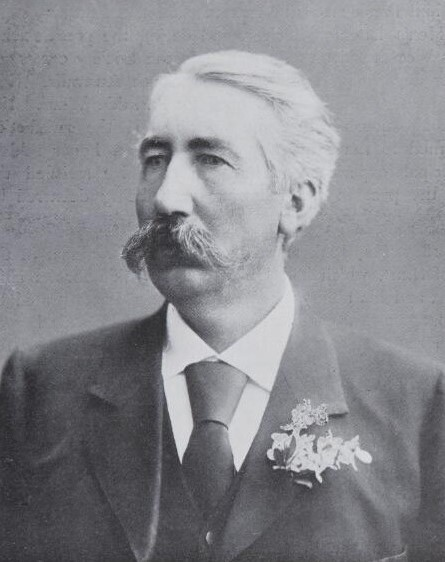
John Jenkins (1901)

Hon. John Greeley Jenkins (* 8. September 1851 in Pennsylvania; † 22. Februar 1923 in London) war ein australischer liberaler Politiker, der unter anderem von 1887 bis 1905 Mitglied des South Australian House of Assembly, mehrmals Minister sowie zwischen 1901 und 1905 Premierminister von South Australia war. Er war der einzige in den USA geborene südaustralische Premierminister.

## Leben

### Abgeordneter und Minister
John Greeley Jenkins, der ursprünglich aus Pennsylvania stammte, kam 1878 als Handlungsreisender für einen Buchverlag geschäftlich nach Südaustralien und beschloss, sich dort als Buchhändler niederzulassen. In den 1880er Jahren engagierte er sich in der Kommunalpolitik und wurde bei der Wahl am 2. April 1887 als Vertreter einer Protektionismus-Politik im Zwei-Personen-Wahlkreis Sturt als Nachfolger von Josiah Symon erstmals zum Mitglied der South Australian House of Assembly gewählt, des Unterhauses des Parlaments von South Australia. Er vertrat diesen Wahlkreis bis zu dessen Auflösung am 2. Mai 1902.
Am 2. März 1891 wurde er in die zweite Regierung von Premier Thomas Playford II berufen und bekleidete zunächst bis zum 6. Januar 1892 die Ämter als Bildungsminister (Minister of Education) und zugleich als Minister für das Nordterritorium (Minister for the Northern Territory), welches zwischen dem 6. Juli 1863 und dem 1. Januar 1911 unter der Verwaltung von South Australia stand. Im Zuge einer Umbildung der zweiten Regierung Playford fungierte er anschließend vom 6. Januar bis zum 21. Juni 1892 als Minister für öffentliche Arbeiten (Commissioner of Public Works). Am 20. April 1894 wurde er erneut Minister für öffentliche Arbeiten in der liberalen Regierung von Premier Charles Kingston und hatte dieses Ministeramt bis zum 1. Dezember 1899. In der konservativen zweiten Regierung von Premier Frederick Holder fungierte er zwischen dem 8. Dezember 1899 und dem 15. Mai 1901 als Chief Secretary und damit als Chefsekretär der Regierung.

### Premierminister von South Australia und Generalagent im Vereinigten Königreich

John Jenkins (1905)

Mit der Gründung des Australischen Bundes am 1. Januar 1901 und der Wahl zahlreicher prominenter südaustralischer Politiker in das neue Australische Repräsentantenhaus am 29./30. März 1901, darunter von Premierminister Frederick Holder, wurde John Jenkins am 15. Mai 1901 schließlich selbst Premierminister von South Australia. In seiner Regierung übernahm er vom 15. Mai 1901 bis zum 1. März 1905 auch weiterhin das Amt als Chefsekretär der Regierung.
Bei der Wahl am 3. Mai 1902 erhielten die Liberalen unter Premier Jenkins mit 61.664 Stimmen (24,26 Stimmen) zwölf der 42 Sitze in der Legislativversammlung und verloren damit zwei Mandate, wobei das House of Assembly von 54 auf 42 Sitze verkleinert wurde. Stärkste Kraft wurde die konservative Australasian National League (ANL) unter John Darling Jr., die mit 69.275 Wählerstimmen (27,25 Prozent) 19 bekamen und somit neun Sitze verloren hatten. Drittstärkste Kraft wurde die Australian Labor Party (ALP) unter Thomas „Tom“ Price, die 48.515 Stimmen (19,09 Prozent), sechs Sitze verlor und nunmehr nur noch mit fünf Abgeordneten vertreten war. Bei der Wahl am 3. Mai 1902 wurde Jenkins selbst im neu geschaffenen Fünf-Personen-Wahlkreis Torrens wieder zum Mitglied der Legislativversammlung gewählt und vertrat diesen bis zu seinem Mandatsverzicht am 26. Mai 1905, woraufhin dieser Sitz bei der Wahl am 27. Mai 1905 von George Dankel gewonnen wurde. Mit der Wahl des neuen Parlaments war Jenkins somit gezwungen, sich auf die Unterstützung der konservativen Australasian National League zu verlassen, um an der Macht zu bleiben. Obwohl Jenkins zuvor die progressive Politik der Regierung Kingston unterstützt hatte, hielten er und seine Minister es für notwendig, zunehmend nach rechts zu rücken, um die ANL zu befrieden. Infolgedessen wurden die Staatsausgaben und die Regulierung der Privatwirtschaft eingeschränkt. Am 1. März 1905 trat Jenkins zurück und wurde daraufhin von Schatzminister Richard Butler abgelöst. Er war der einzige in den USA geborene südaustralische Premierminister.
Im Anschluss zog Jenkins nach London, wo er neben der Verfolgung privater Geschäftsinteressen 1905 von Henry Allerdale Grainger auch den Posten des Generalagenten und damit als Vertreter von Südaustralien im Vereinigten Königreich übernahm. Das Amt des Generalagenten bekleidete er bis 1908, woraufhin dieses 1909 von Andrew Kirkpatrick übernommen wurde.